# محمد صادق قاضی تهرانی
محمد صادق قاضی تهرانی (۱۳۰۰–۱۳۹۷)، جراح متخصص بیماری‌های ریوی و سل، استاد و پژوهشگر دانش پزشکی است که علاوه بر فعالیت‌های برجسته آموزشی تحقیقاتی و سوابق مدیریتی فراوانی در بخش‌های مختلف جراحی و درمانی کشور داشته‌است.
وی اولین جراح ریه در ایران است.

## تحصیلات
محمد صادق قاضی تهرانی در سال ۱۳۰۰ هجری شمسی در تهران به دنیا آمد. وی پس از گذراندن دوره متوسطه در رشته علمی وارد دانشکده علوم پزشکی دانشگاه تهران شد. در سال ۱۳۲۰ در دوران ریاست پروفسور اوبرینگ (OBERING) در مسابقات انترنی بیمارستان شرکت کرد و پس از کسب رتبه اول به مدت سه سال و نیم در سمت انترن رسمی بیمارستان‌های دانشکده پزشکی مشغول به خدمت شد. در ژوئن سال ۱۳۳۹ به دریافت بورس تحصیلی از دولت فرانسه نایل شد که به علت عوارض جنگ جهانی دوم به بیروت در لبنان عزیمت کرد و در سال ۱۹۴۷ موفق به دریافت دکترای دولتی پزشکی از دانشگاه بیروت گردید.

## فعالیت‌ها
پس از فراغت از تحصیل در بیمارستان‌های شهرهای مختلف فرانسه مشغول به کار بود تا اینکه در سال ۱۳۳۰ به دعوت سازمان مبارزه با سل و حمایت از مسلولین به ایران آمد و تصدی بیمارستان بوعلی را که مجهز به وسایل و امکانات جراحی نبود را برعهده گرفت و با کمک مالی آقاخان محلاتی کلیه وسایل و تجهیزات مورد نیاز را تهیه و بیمارستان را مجهز نمود. هنگامی که به ریاست اداره کل مبارزه با سل برگزیده شد، اقدام به تکمیل ساختمان مرکز جراحی دارآباد که متوقف شده بود نمود و پس از تجهیز آن مرکز شروع به انجام اعمال جراحی در بیمارستان مسیح دانشوری نمود. در آن زمان طبق نظر وزارت بهداری، بیماران مسلول مرد در بیمارستان بوعلی و زنان مسلول در بیمارستان مسیح دانشوری کنونی بستری می‌شدند. استاد در سال ۱۳۳۵ به ریاست بیمارستان سرخه حصار منصوب شد و در سال ۱۳۴۴ به سمت دانشیار دانشکده پزشکی تهران و در سمت متخصص جراحی در بخش جراحی انستیتو سرطان مشغول خدمت شد. در سال ۱۳۵۷ به ریاست بیمارستان مسیح دانشوری منصوب گردید. در تمام این سال‌ها، او به تدریس در دانشکده پزشکی مشغول بود
او علاوه بر مهارت در جراحی قفسة سینه، به طب داخلی ریه واصول تشخیص و درمان سل نیز تسلط داشت و در این زمینه
تدریس می‌کرد. این امر سبب شده بود که پزشکان داخلی نیز برای یادگیری بیماریهای ریه و سل به این مرکز روی آورند.

## پاسداشت
بخش جراحی قفسه صدری بیمارستان مسیح دانشوری جهت فعالیت‌های ارزنده وی، به نام محمد صادق قاضی تهرانی در ۱۲ اسفند ۱۳۸۱ نام‌گذاری شد.